# Харламовка (Липецкая область)
Харла́мовка — деревня Долгоруковского сельского поселения Долгоруковского района Липецкой области.

## География
Харламовка находится в центральной части Долгоруковского района, в 3 км к югу от села Долгоруково. Располагается на берегах небольшой запруды, в истоке реки Снова.

## История
Харламовка возникла не позднее второй половины XVIII века. Впервые упоминается в «Экономических примечаниях Елецкого уезда» 1778 года, как «деревня Харламовка, 3 двора. Поселена на земле, купленной помещиком И.И. Ильиным в Межевой канцелярии». Название по фамилии Харламов.
В «Списке населенных мест» Орловской губернии 1866 года значится как «деревня владельческая Харламовка при колодцах, 51 двор, 612 жителей».
В 1905 году Харламовка упоминается как одно из селений в приходе Троицкой церкви села Братовщина.
В 1932 году в Харламовке числится 552 жителя.
В 1928 году деревня вошла в состав Долгоруковского района Елецкого округа Центрально-Чернозёмной области. После разделения ЦЧО в 1934 году Долгоруковский район вошёл в состав Воронежской, в 1935 — Курской, в 1939 году — Орловской области, а с 6 января 1954 года в составе вновь образованной Липецкой области.

## Население
| 2010 |
| ---- |
| 129  |

## Транспорт
Деревня Харламовка связана асфальтированной автодорогой с деревней Новинка и селом Долгоруково, грунтовой дорогой с деревней Ивановка.
На западе деревни находится железнодорожная станция Ост. плат. 479 км (линия Елец – Валуйки ЮВЖД).

## Известные жители
- Ловчий, Адам Герасимович. Полный кавалер Ордена Славы. В годы Великой Отечественной войны – сапер. Уроженец города Кельце (Польша), после войны жил в деревне Харламовка.